# Roskilde Amt
Roskilde Amt war eine dänische Amtskommune auf der Insel Seeland. Verwaltungssitz war das geschichtsträchtige Roskilde.
Mit einer Bevölkerungsdichte von 271 Einwohnern je km² lag es deutlich über dem dänischen Gesamtdurchschnitt; ausschlaggebend hierfür war die Randlage zum Ballungsgebiet Kopenhagen. 
Seit 2007 gehört das Gebiet zur Region Sjælland.

## Bevölkerungsentwicklung
ab 1971 zum 1. Januar:
- 1769 – 25.462
- 1787 – 27.676
- 1801 – 29.882
- 1840 – 41.270
- 1850 – 44.740
- 1860 – 48.123
- 1870 – 51.597
- 1880 – 53.564
- 1890 – 54.222
- 1901 – 55.934
- 1911 – 62.521
- 1921 – 71.515
- 1930 – 77.468
- 1940 – 80.422
- 1950 – 90.432
- 1960 – 104.058
- 1970 – 153.199
- 1971 – 154.314
- 1972 – 161.148
- 1973 – 169.806
- 1974 – 176.984
- 1975 – 182.099
- 1976 – 187.545
- 1977 – 193.136
- 1978 – 197.354
- 1979 – 199.672
- 1980 – 202.017
- 1981 – 203.246
- 1982 – 203.975
- 1983 – 205.414
- 1984 – 207.059
- 1985 – 208.986
- 1986 – 211.625
- 1987 – 213.476
- 1988 – 215.164
- 1989 – 215.993
- 1990 – 216.964
- 1991 – 218.611
- 1992 – 220.129
- 1993 – 221.401
- 1994 – 222.704
- 1995 – 224.052
- 1996 – 225.520
- 1997 – 226.683
- 1998 – 228.202
- 1999 – 229.794
- 2000 – 231.559
- 2001 – 233.212
- 2002 – 234.820
- 2003 – 236.151
- 2004 – 237.089
- 2005 – 239.049
- 2006 – 241.523

## Kommunen
(Einwohner 1. Januar 2006)
- Bramsnæs Kommune (9.437)
- Greve Kommune (47.968)
- Gundsø Kommune (15.993)
- Hvalsø Kommune (7.843)
- Køge Kommune (40.535)
- Lejre Kommune (8.852)
- Ramsø Kommune (9.412)
- Roskilde Kommune (55.050)
- Skovbo Kommune (15.183)
- Solrød Kommune (20.877)
- Vallø Kommune (10.373)